# Рокітниця-Конти
Рокітниця-Конти (пол. Rokitnica-Kąty) — село в Польщі, у гміні Садковиці Равського повіту Лодзинського воєводства.
Населення — 37 осіб (2011).
У 1975-1998 роках село належало до Скерневицького воєводства.

## Демографія
Демографічна структура станом на 31 березня 2011 року:
|          | Загалом | Допрацездатний вік | Працездатний вік | Постпрацездатний вік |
| -------- | ------- | ------------------ | ---------------- | -------------------- |
| Чоловіки | 21      | 3                  | 16               | 2                    |
| Жінки    | 16      | 3                  | 7                | 6                    |
| Разом    | 37      | 6                  | 23               | 8                    |